# Clive Nolan

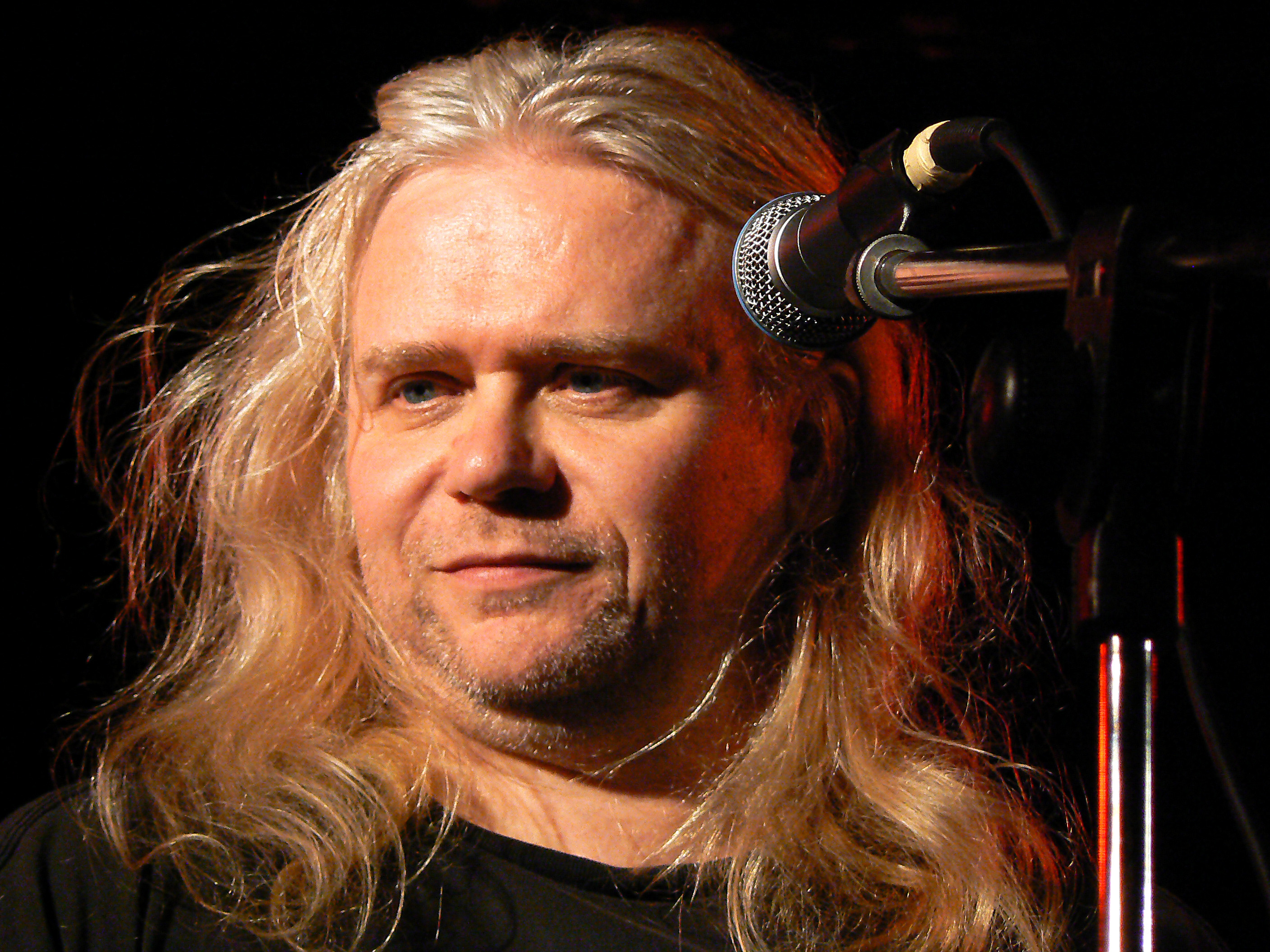
Clive Nolan in 2008

Clive Ashley Nolan (30 juni 1961) is een Brits toetsenist.
Nolans ouders waren beide muziekleraren. Hij begon met pianospelen toen hij drie was. Op zijn achtste kwam daar de viool bij. Hij studeerde aan de universiteit.
Zelf zegt hij beïnvloed te zijn door Camille Saint-Saëns’ Danse macabre op het klassieke vlak en het livealbum Seconds Out van Genesis voor rock.
Zijn carrière komt van de grond in 1988 met het album Kowtow van Pendragon. Hij maakte daarbij deel uit van de tweede golf progressieve rock, ook wel neoprog genoemd, die in het midden jaren 1980-1989 naar voren kwam, nadat punk de symfonische rock in de hoek had gezet. Gedurende al die jaren bleef hij Pendragon trouw en trad ook af en toe samen op met Nick Barrett van Pendragon.
Nolan speelde achtereenvolgens in Pendragon, Strangers on a Train, Shadowland, Casino, Arena, Neo en Caamora. Tussendoor speelde hij mee op muziekalbums van bijvoorbeeld Ayreon en Tracy Hitchings en vormde af en toe een duo met Oliver Wakeman. Met deze laatste maakte hij samen met Tracy Hitchings in 1999 Jabberwocky en in 2002 Hound of the Baskervilles. Nolans musical Alchemy eindigde in augustus 2014 in het Jermyn Street Theatre op West End in Londen. Het libretto is gebaseerd op het oorspronkelijke verhaal van de componist. Hij creëerde een vervolg getiteld King's Ransom in 2017. Beide musicals hebben nu de eerste stap gezet om volledige bioscoopfilms te worden.  
Nolan beheert een eigen geluidsstudio, Thin Ice Studios, en heeft zijn eigen platenlabel, Verglas Music. De laatste heeft hij opgericht met slagwerker Mick Pointer (ex-Marillion), die met Clive Nolan in Arena zit.

## Discografie
Zie ook artikelen van bovenstaande bands en een soloalbum Conflicts met soundtracks op het verdwenen SI Music-label.

### Met Oliver Wakeman
- 1999: Jabberwocky, samen met Oliver Wakeman en Tracy Hitchings
- 2002: Hound of the Baskervilles, met Oliver Wakeman en Hitchings